# 一個完美的結局
《一個完美的結局》（英語：A Perfect Ending）是一部由妮可·康恩執導的美國女同志電影，由芭芭拉·尼文和潔西卡‧克拉克主演。

## 概述
導演Nicole Conn在片中細緻地表達出女同性戀之間的愛；演員Barbara Niven和Jessica Clark完美地演繹出兩人各自內心的掙扎。
Rebecca(Barbara Niven飾)雖然是有夫之婦，有「美滿」的家庭，卻沒擁有真正的愛。作為一名飽受壓抑、時常心情焦躁的名流，她過著「完美」卻沒意義的人生。別人眼中，Rebecca是一位「一百分」的妻子，扮演著三位小朋友稱職的母親。但她擁有一個不可告人、連好友也能被不告知的秘密，但遇上了Paris(Jessica Clark飾)後，兩者都學會擺脫束縛，展開了親密關係。
認識了Paris後，Rebecca逐漸找到了自己一生所追求的答案。 Paris讓她重新審視人生，學會從自己、他人的操縱中得到解脫，表達自己的欲望。不但令她糾正了之前白過的人生，也教她脫離捆鎖，得到了真正想過的生活。

## 演員
- Barbara Niven 飾 Rebecca
- Jessica Clark 飾 Paris
- Cathy DeBuono 飾 Dawn
- John Heard 飾 Mason Westridge
- Morgan Fairchild 飾 Valentina
- Kerry Knuppe 飾 Jessica Westridge
- Imelda Corcoran 飾 Kelly
- Mary Wells 飾 Shirin
- Rebecca Staab 飾 Sylvie
- Erika Schiff 飾 Ella